# Рааб-Тилен
Рааб-Тилен (нем. von der Raab genannt Thülen) — дворянский род.
Происходит из Вестфалии; балтийская ветвь восходит к первой половине XV века: Генрих Рааб был комтуром тевтонского ордена (1534—1541).
Эрнст Иоганн фон дер Рааб по прозвищу Тюлен (1734—1811) был офицером французской службы и составил первое исследование об истории семьи. В 1799 году он был внесён в дворянский матрикул Курляндской губернии. В 1840 году потомки Фёдора Евстафьевича фон дер Рааба-Тилена (1780—1839), генерал-майора (с 22.08.1829) и командира 2-й бригады 15-й пехотной дивизии, был внесён в III часть дворянской родословной книги Смоленской губернии как владелец имения Ивонино Ельнинского уезда.
В числе представителей рода:
- Владимир Фёдорович фон дер Рааб-Тилен (15.08.1831 — после 1917) — сын генерал-майора; и. о. смоленского вице-губернатора (1861—1863), управляющий Смоленской казённой палатой (1875—1881?), директор Смоленского попечительского о тюрьмах комитета; действительный статский советник (с 14.01.1874)[2].
- Тимофей Леонидович фон дер Рааб-Тилен (1880—11.04.1929, Париж)[3] — один из первых российских подводников, командир подводных лодок «Форель», «Судак»[4]; имел брата Аркадия[5].
- Фёдор Евстафьевич фон дер Рааб-Тилен (1780—1839) — генерал-майор (22.08.1829), жена — Энгельгардт Мария Григорьевна.

## Описание герба
В золотом щите выходящая из верхнего края щита чёрная цепь, нижнее (четвёртое) звено коей раздваивается в виде якоря.
Щит увенчан дворянским коронованным шлемом. Нашлемник: два страусовых пера, правое золотое, левое чёрное. Намет: чёрный с золотом. Герб фон дер Рааб-Тилена внесён в Часть 17 Общего гербовника дворянских родов Всероссийской империи, стр. 17.